# Blackburneus vixpunctatus
Blackburneus vixpunctatus är en skalbaggsart som beskrevs av S. Endrödi 1980. Blackburneus vixpunctatus ingår i släktet Blackburneus och familjen Aphodiidae. Inga underarter finns listade.